# Valle del Cautín
Valle del Cautín es una denominación de origen para vinos y otros productos vinícolas procedentes de la subregión vitícola homónima que se ajusten a los requisitos establecidos por el Decreto de Agricultura n.º 464 de 14 de diciembre de 1994, que establece la zonificación vitícola del país y fija las normas para su utilización como denominaciones de origen.
La subregión Valle del Cautín se encuadra dentro de la región vitícola Austral y abarca por entero las comunas de Perquenco y Galvarino.
De acuerdo al Catastro Vitícola Nacional del año 2013, las viñas plantadas correspondientes a la provincia de Cautín en la región de la Araucanía de esta subregión vitícola, suman un total de 5,9 ha declaradas en las comunas de Freire y Perquenco.